# Jan Kos (1630–1702)
Jan Kos herbu własnego (ur. w 1630, zm. 15 lutego 1702) – wojewoda chełmiński w latach 1688–1702, kasztelan inflancki w latach 1685–1688, miecznik pruski do 1685 roku, starosta kowalewski, ostrołęcki, starogardzki, ekonom rogoziński.
Poślubił Mariannę Wolff von Lüdinghausen. Mieli czworo dzieci:
- Mariannę
- Konstancję
- Jana – wojewodę smoleńskiego
- Józefa – wojewodę inflanckiego

Poseł na sejm konwokacyjny 1668 roku z powiatów: gdańskiego i tczewskiego. Po zerwanym sejmie konwokacyjnym 1696 roku przystąpił 28 września 1696 roku do konfederacji generalnej. 5 lipca 1697 roku podpisał w Warszawie obwieszczenie do poparcia wolnej elekcji, które zwoływało szlachtę na zjazd w obronie naruszonych praw Rzeczypospolitej.